# Carlos Forest
Carlos Forest (en francés: Charles Forest) (Le Havre, Francia, 1787 - Buenos Aires, 16 de julio de 1823) fue un militar argentino de origen francés que participó en la Guerra de Independencia de la Argentina.

## Inicios de su carrera militar
Se radicó joven en el Virreinato del Río de la Plata, tal vez como comerciante. El 29 de julio de 1807 fue designado capitán del Regimiento de Voluntarios del Río de la Plata, destinado a guarnecer Montevideo luego de finalizada la Segunda Invasión Inglesa.
Era yerno de Hipólito Vieytes, quien lo unió a los partidarios de la Revolución de Mayo, y por medio de quien se unió al regimiento "de la Estrella", el de los morenistas, al mando de Domingo French y Antonio Luis Beruti. El 1 de enero de 1812 fue nombrado capitán de la 8.º compañía de fusileros del Regimiento N° 5. Fue dado de baja por la revolución del 6 de abril de 1811. A fines de ese mismo año fue incorporado al Regimiento de Infantería número 5, después de participar en la represión del Motín de las Trenzas.
Pasó al Ejército del Norte, con el grado de capitán, y tuvo una actuación destacada en la batalla de Las Piedras. Mandó en jefe la infantería del Regimiento de Patricios en la batalla de Tucumán, capturando un grupo importante de prisioneros, incluida casi toda la artillería, y se replegó a Tucumán, acción que fue crucial para la victoria.

## Comandante de Patricios
Cuando el general Manuel Belgrano dejó el mando del Regimiento de Patricios para ser sólo el general en jefe, Forest fue nombrado jefe del regimiento de Patricios. En ese carácter participó en la batalla de Salta, ganando por méritos de guerra el grado de teniente coronel.
Tenía mucho cuidado en apoyar a sus soldados, pero se ganó el odio de los otros jefes porque no compartía sus recursos con el resto del ejército. Ello le valió varios altercados con el coronel Manuel Dorrego, y fue en parte responsable de que éste no estuviera presente en las batallas de Vilcapugio y Ayohuma, donde el propio Belgrano llegó a pensar que hubiera podido evitar las derrotas. Forest participó en estas dos batallas, siendo gravemente herido en Ayohuma, herida que hizo que los Patricios se desorientaran y fueran destrozados al principio de la batalla.
Cuando José Rondeau quedó al mando del Ejército, el director supremo Gervasio Antonio de Posadas nombró comandante de Patricios al coronel Ventura Vázquez, partidario del general Alvear. Pero unos pocos días más tarde, al saberse que venía con órdenes de entenderse con el general realista Pezuela, una revuelta de los oficiales — entre los cuales se destacó Forest — logró el arresto de Vázquez. Por consiguiente, Forest volvió al mando de los Patricios, que volvió a Forest, ascendido también a coronel el 8 de enero de 1814. Y los oficiales más decididos, entre ellos Forest, firmaron un acta que desconocía a Alvear como comandante. Esto provocó la caída de Posadas y su reemplazo por Alvear. De todos modos, Forest no era tampoco un partidario de Rondeau, a quien apodaba "mamita" en público, acusándolo de falto de carácter.
Participó de la tercera expedición auxiliadora al Alto Perú, y estuvo en el desastre de Sipe Sipe. Varios autores atribuyeron buena parte de la responsabilidad en la derrota a la desbandada del regimiento de Patricios, debida a que Forest quedó postrado por habérsele abierto las heridas de Ayohuma y no pudo controlar a sus soldados.
Cuando Belgrano se hizo nuevamente cargo del Ejército, se encontró con muchos jefes peleados entre ellos, de los cuales los más destacados eran Manuel Pagola, French y Forest. Los envió a todos ellos a la capital en agosto de 1816.

## Últimos años
Pasó los dos años siguientes en la guarnición de Buenos Aires, sin ningún lucimiento especial, como comisario de guerra y oficial de estado mayor. En 1818, y a su pedido, pasó a retiro por las heridas de Ayohuma. Pidió una donación oficial de tierras para trabajar, y vivió algunos años en San Antonio de Areco.
En marzo de 1820, durante la llamada Anarquía del Año XX, fue uno de los oficiales más destacados que se pronunció por Alvear, acompañándolo en toda su aventura a través de la provincia de Buenos Aires, pasando por la batalla de Cañada de la Cruz, hasta la derrota definitiva a manos de Dorrego en San Nicolás de los Arroyos, combate en que fue tomado prisionero.
Se exilió unos meses en Montevideo y regresó en 1821 a Buenos Aires. Fue nombrado comandante del Fuerte de Buenos Aires, un cargo honorífico muy alto, pero de ninguna importancia real, que ocupó hasta su fallecimiento en 1823. Sus restos reposan en el Cementerio de la Recoleta en Buenos Aires.
Su hijo, también llamado Carlos Forest, nacido en 1821, participó en las guerras civiles y de la “Conquista del desierto”, llegando también al grado de coronel.
Actualmente, la avenida Forest de la Ciudad de Buenos Aires lleva su apellido.